# Derlis Meza Colli
Derlis David Meza Colli (n. Asunción, Paraguay, 8 de agosto de 1988) es un futbolista paraguayo que se desempeña como mediocampista y actualmente milita en el  Neftchi Baku PFK de la Liga Premier de Azerbaiyán , es hermano mayor del también jugador de fútbol Cesar Meza Colli.

## Trayectoria

### Inicios
Derlis Meza Colli comenzó su carrera como futbolista formándose en las divisiones inferiores del Club Libertad antes de partir a España donde recala en el Fútbol Club L'Escala de Cataluña, equipo donde permanece desde el 2000 hasta el 2007 para luego ser vendido al Atromitos de Grecia.

### Carrera por Grecia
Debuta en el Atromitos en el año 2007, sin embargo no dispone de muchas oportunidades de ser titular por lo que es cedido a equipos menores de las distintas divisiones de Grecia como Ethnikos Piraeus, PAS Giannina

### Paso por el fútbol italiano
En 2010 ficha por el Cesena de la segunda división de Italia pero es cedido al Pavia de la tercera división donde permanece hasta el segundo semestre del 2012 antes de regresar al Cesena, donde disputa 25 partidos en la temporada 2012-2013 logrando anotar un gol.

### Liga Premier de Azerbaiyán
El 13 de septiembre de 2013, Derlis Meza Colli y su hermano Cesar Meza Colli firman un contrato de un año con el Inter Baku de la Liga Premier de Azerbaiyán. Posteriormente, Derlis volvería a renovar su contrato con el Inter Baku hasta el 2014 para luego ser transferido al Gabala FC a mediados del 2015.
Con el Gabala disputa un total de 32 partidos y logra anotar dos goles además de haber tomado parte del equipo que disputó la UEFA Europa League del mismo año, donde jugaría 5 partidos.
El 30 de diciembre de 2015 rescinde su contrato con el Gabala y viaja rumbo a Paraguay para continuar su carrera en el Club Cerro Porteño.

### Cerro Porteño
El 3 de enero de 2016 se anuncia a Meza Colli como nuevo jugador de Cerro Porteño con un contrato de 1 año. Su llegada al fútbol paraguayo se debió a un expreso pedido del entrenador César Farías. Durante su presentación en la institución de Barrio Obrero, el jugador afirmó que “dejaría la piel” por su nuevo club. De esta manera, Cerro se convirtió en el primer equipo paraguayo en la carrera de Meza Colli.
Hizo su debut como jugador azulgrana el 8 de enero en un amistoso contra la Liga Encarnacena en el complejo Agua Vista, ciudad de Encarnación, ante unos 10 mil espectadores cerristas.
Posteriormente, el 14 de enero vuelve a ingresar al equipo en la victoria de 2-0 sobre Banfield en un juego amistoso correspondiente al cuadrangular de la Copa Bandes, evento llevado a cabo en Montevideo, Uruguay. Meza Colli participaría en el segundo tanto del Ciclón propinando una magistral asistencia.

## Estadísticas
Actualizado al 15 de enero de 2016.
| Club                | Temporada           | Liga                         | Liga | Liga  | Torneos Nacionales | Torneos Nacionales | Internacionales | Internacionales | Total | Total |
| Club                | Temporada           | División                     | PJ   | Goles | PJ                 | Goles              | PJ              | Goles           | PJ    | Goles |
| ------------------- | ------------------- | ---------------------------- | ---- | ----- | ------------------ | ------------------ | --------------- | --------------- | ----- | ----- |
| Atromitos FC        | 2007                | Super Liga de Grecia         | 2    | 0     | 0                  | 0                  | 0               | 0               | 2     | 0     |
|                     | Total               | Total                        | 2    | 0     | 0                  | 0                  | 0               | 0               | 2     | 0     |
| Ethnikos Piraeus    | 2008                | Gamma Ethniki                | 16   | 0     | 0                  | 0                  | 0               | 0               | 16    | 0     |
|                     | Total               | Total                        | 16   | 0     | 0                  | 0                  | 0               | 0               | 16    | 0     |
| PAS Giannina        | 2008 - 2009         | Super Liga de Grecia         | 15   | 0     | 0                  | 0                  | 0               | 0               | 15    | 0     |
|                     | Total               | Total                        | 15   | 0     | 0                  | 0                  | 0               | 0               | 15    | 0     |
| Messiniakos         | 2009 - 2010         | Messinia A Local             | 32   | 11    | 0                  | 0                  | 0               | 0               | 32    | 11    |
|                     | Total               | Total                        | 32   | 11    | 0                  | 0                  | 0               | 0               | 32    | 11    |
| Cesena              | 2010 - 2011         | Serie A                      | 0    | 0     | 0                  | 0                  | -               | -               | 0     | 0     |
| Cesena              | 2011 - 2012         | Serie A                      | 0    | 0     | 0                  | 0                  | -               | -               | 0     | 0     |
| Cesena              | 2012 - 2013         | Serie B                      | 23   | 1     | 2                  | 0                  | -               | -               | 25    | 1     |
| Cesena              | Total               | Total                        | 23   | 1     | 2                  | 0                  | -               | -               | 25    | 1     |
| Pavia               | 2010 - 2011         | Lega Pro                     | 9    | 0     |                    |                    | -               | -               | 9     | 0     |
| Pavia               | 2011 - 2012         | Lega Pro                     | 30   | 1     |                    |                    | -               | -               | 30    | 1     |
| Pavia               | Total               | Total                        | 39   | 1     |                    |                    | -               | -               | 39    | 1     |
| Inter Baku          | 2013 - 2014         | Azerbaijan Premier League    | 26   | 2     | 3                  | 0                  | 0               | 0               | 29    | 2     |
| Inter Baku          | 2014 - 2015         | Azerbaijan Premier League    | 30   | 2     | 4                  | 0                  | 4               | 0               | 38    | 2     |
| Inter Baku          | Total               | Total                        | 56   | 4     | 7                  | 0                  | 4               | 0               | 67    | 4     |
| Gabala FC           | 2015 - 2016         | Azerbaijan Premier League    | 4    | 0     | 1                  | 1                  | 5               | 0               | 10    | 2     |
|                     | Total               | Total                        | 4    | 0     | 1                  | 1                  | 5               | 0               | 10    | 1     |
| Club Cerro Porteño  | 2016 - Presente     | Primera División de Paraguay | -    | -     | -                  | -                  | -               | -               | -     | -     |
| Total en su carrera | Total en su carrera | Total en su carrera          | 187  | 17    | 10                 | 1                  | 9               | 0               | 196   | 18    |

## Estilo de juego
Derlis Meza Colli ocupa la posición de volante central, su puesto natural, aunque también puede desempeñarse como volante por ambas bandas. 
Posee buena calidad técnica y destaca por su gran visión de juego, su dinámica y la virtud de colocar pases al vacío desde tres cuartos de cancha para arriba.